# Диоцез Гибралтара в Европе
Диоцез Гибралтара в Европе (или просто, Диоцез в Европе) — географически крупнейший диоцез (епархия) Церкви Англии и, возможно, крупнейший диоцез Англиканского Сообщества. Занимает одну шестую земной поверхности, включая Марокко, Европу (за исключением Британских островов, но включая Исландию), Турцию и территорию бывшего Советского Союза.

## История
Диоцез был создан в 1842 году и объединял англиканские капелланства от Португалии до Каспийского моря.
В 1980 году был объединён с Юрисдикцией Северной и Центральной Европы (the Jurisdiction of North and Central Europe) и переименован в «Диоцез Гибралтара в Европе». Административно, относится к Провинции Кентербери и разделён на семь архидиаконств.
Кафедральный собор Диоцеза — собор Святой Троицы (Гибралтар), где пребывает кафедра епископа Гибралтара (the Bishop of Gibraltar in Europe). В административных и пастырских обязанностях последнему помогает викарий (викарный епископ) в Европе (the Suffragan Bishop in Europe). Кафедру епископа Гибралтара занимает епископ Джеффри Роувел (the Right Reverend Geoffrey Rowell), который был возведён в епископское достоинство в Соборе Святой Троицы 1 ноября 2001 года. Викарий — епископ Дэвид Хэмид (the Right Reverend David Hamid), который был возведён в сан епископа 17 октября 2002.

## Архидиаконства
Восточное Архидиаконство (the Eastern Archdeaconry) объединяет: Азербайджан, Австрию, Албанию, Армению, Белоруссию, Болгарию, Боснию и Герцеговину, Венгрию, Грецию, Грузию, Косово, Македонию, Молдавию, Польшу, Россию, Румынию, Сербию, Словакию, Словению, Туркменистан, Турцию, Черногорию, Чехию, Узбекистан, Украину, Хорватию. Нынешний (2008) архидиакон — Преподобный Патрик Каррэн (Patrick Curran), который располагается в Вене, служит с 2002 года. Помощь в пасторском служении ему оказывают два англиканских настоятеля (area deans), один в Афинах (Греция), а другой — в Москве (Россия).
Архидиаконство Франции (the Archdeaconry of France) (включая Монако). Нынешний (2008) архидиакон — Преподобный Кеннет Леттс (Kenneth Letts), который располагается в Ницце, служит с 2007.
Архидиаконство Гибралтара (the Archdeaconry of Gibraltar) объединяет: Андорру, Гибралтар, Марокко, Португалию и Испанию. Нынешний арихидиакон, Преподобный Дэвид Сатч (David Sutch) был назначен в 2008 году. Он располагается в Фуэнхироле, Испания.
Архидиаконство Германии и Северной Европы (the Archdeaconry of Germany and Northern Europe) объединяет: Данию, Эстонию, Финляндию, Германию, Исландию, Латвию, Литву, Норвегию и Швецию. Нынешний (2008) архидиакон, Преподобный Марк Окли (Mark Oakley), который располагается в Копенгагене, служит с 2005 года.
Архидиаконство Италии и Мальты (the Archdeaconry of Italy and Malta). Нынешний (2008) архидиакон — Преподобный Артур Сиддалл (Arthur Siddall). Он служит с 2005 года, однако исполняет свои обязанности из Монтрё, Швейцария. Ему помогает англиканский настоятель в регионе, который располагается в Риме (Италия).
Архидиаконство Северо-Западной Европы (the Archdeaconry of Northwest Europe) объединяет: Бельгию, Люксембург, Нидерланды. Нынешний архидиакон, Преподобный Джон де Вит (John de Wit), который был назначен в 2008 году, располагается в Утрехте (Нидерланды).
Архидиаконство Швейцарии. Нынешний (2008) архидиакон, Преподобный Артур Сиддалл (Arthur Siddall). Он служит в этой должности с 2007 и располагается в Монтрё.